# Zehenendorgan
Als Zehenendorgan bezeichnet man bei Tieren die spezielle Ausbildung der Horngebilde der Gliedmaßenspitze. Es ist bei den einzelnen Wirbeltieren unterschiedlich gestaltet:
- Huf (Unpaarhufer)
- Klaue (Paarhufer mit Ausnahme der Kamele)
- Kralle (Mehrheit der Säugetiere, Vögel, Reptilien, einige Amphibien)
- Nagel (Primaten)

Gemeinsam haben diese, dass sie aus Keratin bestehen, welches vom Körper selbst gebildet wird und ständig wächst.